# Бе-Хар
Бе-Хар (ивр. בְּהַר‎) — одна из 54 недельных глав-отрывков, на которые разбит текст Пятикнижия (Хумаша). 32-й раздел Торы, 9-й раздел книги Левит. В обычные (невисокосные) годы эта глава читается вместе с последующей (Бе-Хукотай).

## Краткое содержание
Недельная глава Бе-Хар в основном посвящена владению землёй и рабами в Эрец Исраэль, то есть законам о выкупе земли и еврейских рабов, а также законам года отдыха земли: шмита и йовель. Это законы, обусловленные святостью земли Израиля — одна из содержащихся в главе двадцати четырёх заповедей говорит о том, что в стране Израиля нельзя продавать навсегда земельные наделы. Глава предписывает также оказывать помощь нуждающимся.